# Amtsgericht Osten
Das Amtsgericht Osten war ein Gericht der ordentlichen Gerichtsbarkeit in Osten im Landkreis Cuxhaven in Niedersachsen.

## Geschichte
Nach der Revolution von 1848 wurde im Königreich Hannover die Rechtsprechung von der Verwaltung getrennt und die Patrimonialgerichtsbarkeit abgeschafft.
Das Amtsgericht wurde daraufhin mit der Verordnung vom 7. August 1852 die Bildung der Amtsgerichte und unteren Verwaltungsbehörden betreffend als königlich hannoversches Amtsgericht gegründet. Es umfasste das Amt Osten. Das Amtsgericht war dem Obergericht Stade untergeordnet. Im Rahmen der Verwaltungsreform 1859 wurde der Gerichtsbezirk um das Kirchspiel Lamstedt aus dem Amtsgericht Bremervörde und die am linken Ufer der Oste liegenden Teile des Bezirkes des Amtsgerichtes Himmelpforten erweitert. Mit der Annexion Hannovers durch Preußen wurde es 1866 zu einem preußischen Amtsgericht in der Provinz Hannover. Mit den Reichsjustizgesetzen wurde 1879 die Gerichtsorganisation reichsweit einheitlich geregelt. Das Amtsgericht Osten blieb bestehen. Der Amtsgerichtsbezirk umfasste das Amt Osten. Das Amtsgericht Osten war eines von elf Amtsgerichten im Bezirk des Landgerichtes Stade im Gebiet des Oberlandesgerichtes Celle. Das Gericht hatte damals zwei Richterstellen und war ein mittelgroßes Amtsgericht im Landgerichtsbezirk.
Im Jahre 1973 wurde es aufgehoben und sein Gerichtsbezirk dem des Amtsgerichtes Stade zugeordnet.